# Lisa Ben
Edythe D. Eyde, Pseudonym Lisa Ben (* 7. November 1921 in San Francisco; † 22. Dezember 2015 in Burbank, Kalifornien) war eine US-amerikanische Autorin, LSBTI-Aktivistin und Musikerin.

## Lenen
Als Autorin schrieb sie unter ihrem im Vergleich zum Familiennamen bekannteren Pseudonym Lisa Ben verschiedene Artikel und Beiträge in diversen Magazinen. Von 1947 bis 1948 gründete sie das erste Magazin in Nordamerika unter dem Namen Vice Versa, das sich ausschließlich an lesbische Frauen wandte. Bereits vor dem Zweiten Weltkrieg gab es mit dem Magazin Die Freundin in Deutschland ein solches Magazin, das ausschließlich lesbische Frauen als Zielgruppe von 1924 bis 1933 hatte. Das Magazin fand an der kalifornischen Küste Verbreitung, wurde aber bereits 1948 von Lisa Ben wieder eingestellt. In den 1950er schrieb sie für das Magazin The Ladder.
Als Musikerin trat sie in verschiedenen Bars im Gebiet von Los Angeles auf. Unter dem Pseudonym Tigrina schrieb sie Beiträge im Bereich der Fantasy. Lisa Ben war ein frühes und aktives Mitglied der Los Angeles Science Fantasy Society (LASFS), deren Sekretärin sie nach ihrem Umzug nach Los Angeles werden sollte. Sie wurde 1997 als Mitgründerin der LSBT-Community in Los Angeles geehrt. Im Jahr 2010 wurde sie von der National Lesbian and Gay Journalists Association in die Hall of Fame aufgenommen.
Lisa Ben verstarb 2015 in Kalifornien. 2015 erwarb das ONE National Gay & Lesbian Archiv Papiere und Fotos aus dem Nachlass von Lisa Ben.